# Ventana a mi comunidad
Ventana a mi comunidad (2004-2007) es una propuesta pedagógica de la Coordinación General de Educación Intercultural y Bilingüe de la Secretaría de Educación Pública (SEP) que surgió como un apoyo para promover la interculturalidad en los alumnos de educación básica y la población en general, además de fomentar el respeto y el aprecio por la diversidad. Incluye una serie de videos que abordan aspectos culturales de 33 pueblos indígenas mexicanos y 3 comunidades con identidad cultural propia. Los niños son los protagonistas, hablan sobre su vida cotidiana, sus leyendas y tradiciones, el estado de su lengua, cómo es el entorno que los rodea, la variedad de sus platillos típicos, su vestimenta y sus actividades, además de las fiestas y tradiciones de sus comunidades.  También integra unos "Cuadernillos culturales" y las "Fichas de recreación y trabajo". Los videos fueron producidos por Videoservicios Profesionales (2004-2007) y auspiciados por Fundación Telefónica. En 2005 y 2006 se llevó a cabo una evaluación sobre el uso de los materiales en 800 escuelas públicas de la Ciudad de México. El proyecto recibió el Reconocimiento UNIAL 2005 (La Habana, Cuba), una mención especial por el video "Tlaxcaltecas de Bustamente" en el Festival Pantalla de Cristal (2005) y el premio al "Mejor Documental Infantil" por el video "Tojolabales" en el Festival Pantalla de Cristal (2006).

## Historia
Entre los proyectos de la Coordinación General de Educación Cultural y Bilingüe (CGEIB) estaba el de lograr la penetración de la interculturalidad como parte de las estrategias para afrontar el reconocimiento y la aceptación de la diversidad cultural por la sociedad mexicana. En este contexto surgió el proyecto "Ventana a mi comunidad", con los objetivos de: "Permear en los alumnos de educación básica un enfoque de interculturalidad en todos los aspectos de su educación integral; promover la educación intercultural en todos los niveles de la población y desarrollar, en equidad, los valores de respeto y aprecio a la diversidad, tan necesarios en un contexto culturalmente heterogéneo y en un país como México que aspira a profundizar su democracia."
Joaquín Berruecos y Quetzalli Sotelo llevaron a cabo la producción,  visitaron 58 comunidades de los estados de Baja California, Chiapas, Chihuahua, Distrito Federal, Durango, Estado de México, Guerrero, Michoacán, Morelos, Nuevo León, Oaxaca, Puebla, San Luis Potosí, Sonora, Tabasco, Tlaxcala y Veracruz. En cada comunidad, junto con los pobladores, determinaron las historias y la información requerida para la elaboración de los guiones, realizaron las grabaciones y consideraron a los niños como los protagonistas y conductores de los videos.

### Videos
- "Viendo jugando y haciendo" y "Para llenar nuestros sentidos",[8] videos introductorios en donde los niños de las comunidades presentan la serie.
- Entrevista (octubre de 2005) sobre temas de interculturalidad[9]  con la Mtra Sylvia Schmelkes, Coordinadora General de la CGEIB de la SEP.
- 36 videos, con un total de  205 cápsulas, sobre diversos aspectos culturales de comunidades de 33 pueblos indígenas mexicanos y tres comunidades con su identidad propia (tlaxcaltecas de Bustamante, Niños jornaleros migrantes y chinos de Mexicali), se realizó la traducción y el subtitulaje al idioma inglés, de 65 cápsulas.[2]
- 72 videos temáticos en los que se agrupan testimonios e historias de diferentes comunidades (fiestas, alimentación, vestido, cultivos, vivienda, cuentos y leyendas).[2]

### Cuadernillos Culturales / Fichas de recreación y trabajo
La Coordinación General de Educación Intercultural y Bilingüe promovió la elaboración de materiales de apoyo para ser utilizados con los videos, en las escuelas primarias de México. Así surgió la primera edición (2005) de los cuadernillos culturales para enmarcar y dar contexto a los contenidos del video y las fichas de recreación y trabajo, bajo la autoría de Luz María Chapela. La Comisión Nacional para el Desarrollo de los Pueblos Indígenas se sumó al proyecto y se publicó la segunda edición (2006). En total se elaboraron los Cuadernillos culturales y las Fichas de recreación y trabajo para doce pueblos indígenas: hñahñu (otomí) ,yoreme (mayo), tseltal, tepehuano, rarámuri (tarahumara), p´urhépecha, nahuas, mixe, mazahua, lacandón, ch´ol y chontal de Tabasco.

### Otros impresos
En el marco de un enfoque intercultural en la educación y con base en la experiencia de la producción de los videos de la serie, Quetzalli Sotelo y Joaquín Berruecos escribieron otros dos materiales, el reportaje "Una ventana contra el racismo" y el libro "Ventana a mi comunidad".
En el reportaje Joaquín Berruecos, además del recuento del contexto, desarrollo, distribución y difusión de los videos de Ventana a mi comunidad, hace una reflexión sobre la necesidad de conectar a las comunidades en forma horizontal y el papel de proyectos con un acercamiento para conocer y apreciar las culturas indígenas,  como una de las múltiples opciones enfocadas al combate del racismo y la discriminación. 
En el libro "Ventana a mi comunidad", Quetzalli Sotelo incluye testimonios y fotografías de niños chocholtecos (Ngiba), cucapá, nahuas de Puebla, paipai, tarahumaras (rarámuris), teenek, tojolabales, totonacos (tutunakú), triquis, tseltales y tsotsiles. Además, algunos textos aparecen en las lenguas de los pueblos originarios y en español, con la idea de ofrecer a los lectores un breve contacto visual con estas lenguas. 

### Programas de radio
El Instituto Mexicano de la Radio (IMER) llevó a cabo la producción de 62 programas de radio sobre los pueblos indígenas incluidos en la serie y diversos programas temáticos.

## Impacto
Mediante un convenio establecido por la CGEIB  con la Comisión Nacional para el Desarrollo de los Pueblos Indígenas (CDI) se logró obtener un tiraje de 100,000 copias (en formato DVD) de los videos de seis comunidades y la Comisión Nacional de Libros de Texto Gratuito (CONALITEG) llevó a cabo su distribución en escuelas de todo el país.
Para dar cuenta del impacto del proyecto en 800 escuelas del Distrito Federal, con el apoyo de la UNICEF México, se les hicieron llegar los videos de cuatro comunidades indígenas, en formato DVD, y los impresos de los Cuadernillos culturales y las Fichas de recreación y trabajo, en 2006, se llevó a cabo una evaluación externa, financiada por la UNICEF y la OEI, para recabar información sobre las experiencias obtenidas con el uso de los materiales por los docentes y los alumnos.
En el diseño de esta actividad evaluatoria se consideró que "La estrategia pedagógica es que el maestro vea los videos con sus alumnos para profundizar en el conocimiento y reconocimiento de las culturas. La finalidad última es desarrollar, en equidad, los valores de respeto y aprecio a la diversidad, tan necesarios en un contexto culturalmente heterogéneo y en un país como México que aspira a profundizar su democracia. La finalidad es que la serie llegue a todas las escuelas primarias y secundarias del país: indígenas, mestizas, y multiculturales”.

### Premios y reconocimientos
- Reconocimiento UNIAL 2005[17] a Ventana a mi comunidad por abrir nuevos espacios de participación y expresión a niños, niñas y adolescentes en los procesos de comunicación, XIX Encuentro "El Universo Audiovisual del Niño Latinoamericano" del 27 Festival Internacional del Nuevo Cine Latinoamericano de La Habana, 11 de diciembre de 2005.

- Mención Especial en el Festival Pantalla de Cristal 2005[5] al video "Tlaxcaltecas de Bustamante" por su interés de registrar las tradiciones regionales. Categoría de documentales, Ciudad de México, octubre de 2005

- Nominación al video "Tlaxcaltecas de Bustamente" en el Festival Pantalla de Cristal 2005,[5] Categoría Mejor Animación, 2005. D.F. Ciudad de México, octubre de 2005

- Premio especial al video "Tojolabales" en el Festival Pantalla de Cristal 2005[6] como mejor documental infantil. Categorìa de documentales. Ciudad de México, octubre de 2006

- Renonocimiento del Instituto Mexicano de la Radio (IMER),[17]  por la realización de la versión en radio de la serie Ventana a mi Comunidad, uno de los espacios más escuchados de XEB, Ciudad de México, 15 de diciembre de 2006
- Reconocimiento del Grupo de Coordinación Interinstitucional de la Campaña Nacional por la Diversidad Cultural de México,[17] por la participaciòn de Ventana a mi comunidad en el Día Mundial de la Diversidad Cultural para el Diálogo y el Desarrollo, Ciudad de México, 2008.
- Selección oficial y reconocimiento por la participación del video "Kiliwas". The Chicago International Children´s Film Festival,  2008. Chicago, USA[17]
- Selección oficial para presentación de la serie Ventana a mi Comunidad. Festival Internacional de Cine para Niños y Jóvenes del Uruguay. Divercine, 2010[17]

### Plan Ceibal
La Coordinaciòn General de Educación Intercultural y Bilingûe SEP proporcionó los videos de Ventana a mi comunidad a Plan Ceibal de Uruguay, para su fragmentación y su empleo con fines educativos en las escuelas uruguayas.

### Internet
Se generó un proyecto educativo de Red Escolar - ILCE "Ventana a mi comunidad y se crearon foros en Internet, para alumnos de quinto y sexto grado de primaria, orientados a promover conversaciones interculturales con el uso de algunos videos de la serie. El proyecto colaborativo en Internet se desarrolló en varias etapas con más de 100,000 alumnos inscritos.

### Radio
El Instituto Mexicano de la Radio (IMER), seleccionó material de la serie Ventana a mi Comunidad para la elaboración de una serie radial de 63 programas (2005-2006) que se transmitió a todo el país.
- XEB, del 1 de marzo de 2006 al 2 de octubre de 2016

- Radio México Internacional (estación de radio por Internet del IMER), de abril de 2017 a julio de 2019

### Televisión y video bajo demanda
- Difusión televisiva, del 2005 al 2012, en Canal 145 Aprende TV, Canal 11, Canal 22, TV UNAM, Canal 13 y Canal 34 Edusat, TV Mexiquense, Canal 28  TV Nuevo León y Canal 3 Zacatlán, Puebla.[17]

- En 2011 se inició un proyecto para el diseño y estructura de una plataforma para la distribución de la serie, por video bajo demanda. Se abrió el canalventanaamicomunidad.tv, vía Internet.[7]

## Cápsulas
Todos los materiales originales (videos, fotografías, cuadernillos culturales, fichas de recreación y trabajo y otros documentos adicionales) fueron digitalizados y se encuentran en la plataforma "Ventana a mi comunidad". Las comunidades aparecen agrupadas según su distribución geográfica (Zonas norte, centro y sur) y los videos se organizan de acuerdo a los siguientes temas: Alimentación, Comunidad y entorno, Lengua y tradiciones, Música artes y oficios, Juegos y vestimenta, Vivienda. En algunos casos se vinculan a los videos otros videos complementarios, además de los Cuadernillos culturales con sus respectivas Fichas de recreación y trabajo.
|                            | Alimentación                                             | Comunidad y entorno                                   | Lengua y tradiciones                                                     | Música, artes y oficios                                         | Juegos y vestimenta             | Vivienda                                                                 |
| -------------------------- | -------------------------------------------------------- | ----------------------------------------------------- | ------------------------------------------------------------------------ | --------------------------------------------------------------- | ------------------------------- | ------------------------------------------------------------------------ |
| Zona norte                 |                                                          |                                                       |                                                                          |                                                                 |                                 |                                                                          |
| Cucapah                    | El delta de los cucapah                                  | La ventana al cielo El cerro que ríe (complementario) | Contando chaquiras                                                       |                                                                 | Cantamos cuando se pone el sol  | Casas de cachanilla y lodo                                               |
| Chinos de Mexicali         | Comida china, ingredientes mexicanos                     | Una visita donde vivo                                 | Un espacio para nuestras lenguas Aprendiendo a la brava (complementario) | El dragón en el desierto                                        | El señor Auyón y su mano mágica |                                                                          |
| Kiliwas                    | Plantas para comer y ponernos guapas                     | Tierras kiliwas                                       | La pérdida de la lengua                                                  | La vaquereada                                                   | Petroglifos y cañuelas          |                                                                          |
| Kumiai                     | El atole de bellota Guisos de trigo (complementario)     | Cuidando a mis animalitos                             | Tejiendo con juncos y árboles Leyenda de los hermanos (complementario)   | El curicuri, canto kumiai                                       | Piak en hueso y madera          |                                                                          |
| Mayos                      | El guacavaqui                                            |                                                       | Los fariseos La Semana Santa de los mayos (complementario)               | Bailando bajo la enramada                                       | El venado                       | La enramada                                                              |
| Niños jornaleros migrantes | Compartiendo el maíz y demás guisos                      | Niños jornaleros migrantes                            | La escuela migrante                                                      | El trabajo de mi familia El trabajo de mi mamá (complementario) |                                 | Mi campamento                                                            |
| Pai                        | Cazadores recolectores                                   | Mi comunidad en la sierra                             | Entre amarres y nudos La leyenda del Jalkutat (complementario)           | Dando forma a la tierra del desierto                            | Jugamos piak                    | La palma y la palmilla                                                   |
| Tarahumaras                | Cazar chichimocos                                        | Formando el paisaje                                   | Subiendo y bajando                                                       |                                                                 | Pies ligeros                    | Casas tarahumaras                                                        |
| Tepehuanos                 | Comemos el quiote                                        | Mi comunidad                                          | Mitote tepehuano Cuento "El lucero de la mañana" (complementario)        | Trabajar la madera                                              | Manos tejedoras                 | Tejamanil tepehuano                                                      |
| Tlaxcaltecas de Bustamante | Pan al horno Trabajando el maguey (complementario)       | Los tlaxcaltecas De dónde venimos (complementario)    | Matachines del norte                                                     | Manos palmiteras                                                |                                 | Acequias tlaxcaltecas                                                    |
| Zona centro                |                                                          |                                                       |                                                                          |                                                                 |                                 |                                                                          |
| Amuzgos                    | Cocinando con mi mamá                                    | Mi pueblo amuzgo                                      | Chapuzón en el río                                                       | Dobla la milpa que ahí viene el agua                            | Mi huipil amuzgo                | La teja                                                                  |
| Mazahuas                   | Cosechando y saboreando                                  | Los visitantes de nuestro bosque                      | Cuento "El zorro y el conejo"                                            | La historia del zacatón                                         |                                 |                                                                          |
| Mazatecos                  | Atole agrio                                              | Día de plaza                                          | Silbando entre los montes                                                | Los huehuentones                                                |                                 |                                                                          |
| Matlazincas                | Tortillas matlazincas Tamales de ceniza (complementario) | Un pueblo entre valles y montañas                     | Vamos por hongos que ya llovió                                           | Subida al Cerro de la Cruz                                      |                                 |                                                                          |
| Nahuas de Guerrero         | Cocinando en grande                                      | Pedimos por la lluvia                                 | Tlacololeros Los chivos (complementario)                                 | La pelea del tigre                                              | Manos que pintan                |                                                                          |
| Nahuas de la Huasteca      | El molino y la mula Dhuyu (complementario)               | Tenek y nahuas de la Huasteca potosina                | La escuela tenek y nahua                                                 |                                                                 | Juegos huastecos                |                                                                          |
| Nahuas de Morelos          | Al bosque por hongos El plato fuerte (complementario)    | A las faldas de un volcán                             | Aprendiendo náhuatl                                                      | La tradición de pintar                                          | Las gabaneras de Hueyapan       | Haciendo adobe                                                           |
| Nahuas de Puebla           | Hierbas del campo para guisar                            | Visita al puente de San Antonio                       | Mi temazcal me cura y me quita la mugre                                  | Arado de burro en tierras de piedra                             |                                 | Construyendo con piedra                                                  |
| Otomíes                    | El maguey pulquero                                       | Fibra de maguey                                       | Cuentos y leyendas de mi comunidad                                       | Cómo hacemos el papel amate                                     |                                 | Cercas vivas                                                             |
| Popolocas                  | Vamos a la milpa es tiempo de despuntar                  | En mi milpa hay un tetele N´Guiva (complementario)    | La fiesta de los músicos Mi cama flotante (complementario)               | La palma en el campo                                            |                                 | Construyendo con materiales del campo Cambiando de casa (complementario) |
| Purépechas                 |                                                          | Nacimiento de un volcán                               | Cantos, bailes y color                                                   | Maque, un arte antiguo                                          | Juegos purépechas               | El tejamanil                                                             |
| Tenek                      | El zacahuil Dhuyu (complementario)                       | El Sótano de las Golondrinas                          | La escuela Comunicándonos                                                | Música                                                          | Mi vestido                      |                                                                          |
| Tutunaku                   | Comemos rico                                             | Tierras mágicas                                       | Fiesta de mi pueblo                                                      | Desfile de cubetas                                              | Nos vestimos de colores         |                                                                          |
| Zona sur                   |                                                          |                                                       |                                                                          |                                                                 |                                 |                                                                          |
| Chinantecos                | Comiendo del campo                                       | El bosque más antiguo                                 | La farmacia a tus pies Leyendas para cuidar la naturaleza (compl)        | Recuperando nuestra banda                                       |                                 | El bosque que nunca se acaba                                             |
| Chocholtecos               | Pitahayas y guajes                                       | Haciendo tequio                                       | Recuperando nuestra lengua                                               | Un baño en el temazcal                                          |                                 | De qué hacemos las casas                                                 |
| Choles                     | Mi huerto familiar                                       | Un descubrimiento maravilloso                         | Un rey en mi selva                                                       |                                                                 |                                 | De la selva a mi casa                                                    |
| Chontales de Tabasco       | Tomando pozol                                            | En la escuela                                         | La carbonera Cuento "Los niños y los duendes" (compl)                    | Yo soy tamborilero                                              | Jugando lo nuestro              | El ladrillo chontal                                                      |
| Ixcatecos                  | El pan ixcateco                                          | El corazón de nopal en caldo                          | El palenque de papá                                                      | Cuántos sombreros cuesta                                        |                                 |                                                                          |
| Lacandones                 | La selva que me rodea                                    | Un paseo por mi laguna                                |                                                                          | Mi tìo que hace flechas                                         |                                 |                                                                          |
| Mixes                      | Tamales mixes                                            | Alotepec, tierra de las guacamayas                    | Fiesta de nuestros antepasados Cuento "El Rey Condoy" (complementario)   | Un paseo por los cafetales                                      | Los juguetes mixes              |                                                                          |
| Tojolabales                | Hormigas voladoras Bajando al mercado (complementario)   | Una visita al Najlem                                  | Lo tradicional de nosotros El sombrerón (complementario)                 | Trabajando en el campo                                          |                                 |                                                                          |
| Tseltales                  | Bebiendo de la raíz La comida (complementario)           | Mi entorno                                            | La fiesta de San Juan El mero día (complementario)                       | Educándonos para la comunidad                                   | Compartiendo entre todos        |                                                                          |
| Triquis                    | Cocina triqui                                            | Subiendo al Cerro de la zarzamora                     | Contando del uno al diez Leyenda de mi cerro (complementario)            | Un temazcal desarmable                                          | La vida en mi huipil            |                                                                          |
| Tsotsiles                  | Mi milpita buena y variada                               | San Juan Chamula                                      | Mayates de San Juan                                                      | La lana nos viste calientitos                                   | Juegos tsotsiles                | La casa de mi abuela                                                     |
| Zapotecos del valle        | Brincando al taco                                        |                                                       | Sangre de tuna                                                           | El barro de nuestra tierra                                      | Tejiendo con los pies           |                                                                          |
| Zoques                     |                                                          | Mi comunidad Tierra de fósiles (complementario)       | Carnaval zoque La serpiente que viene del mar (compl)                    | La flauta, la mejor compañera zoque                             | Preparándonos para el carnaval  | La tierra para todo                                                      |

## Videos temáticos
| Tema               | Subtemas y videos |
| ------------------ | --- |
| Fiestas            | Celebrando a nuestros muertos - Sigan las campanas para que no se pierdan - ¡Qué se suelte la banda... Vamos a recibir a nuestros muertitos! - Poniendo la ofrenda - Compartiendo de comer y beber - Celebrando a nuestros muertos - Adornando el panteón Fiestas patronales - Introducción a las fiestas patronales - Fiestas patronales - La fiesta del Niñopan - La fiesta de San Juan - La fiesta de San Francisco - Cambio de cargos                                                                                       |
| Alimentación       | Animal que corre y vuela va pa´la cazuela - Va para la cazuela - Chapulines y cigarras - Conejo a la hoguera - El plato fuerte - Hormigas voladoras - Larvas de avispa en salsa - Ratas nopaleras - Viborita a las brasas El cacao, regalo de México al mundo - El cacao, regalo de México al mundo - El berrinche de Moctezuma - El cacao, regalo de los dioses - De florecita a chocolate - La bebida mestiza - Tomando pozol Comer del desierto - Comer del desierto - Del nopal - De los órganos - Del maguey - De la palma |
| Vestido            | Telar de cintura I - preparando el hilo - Introducción - Persiguiendo al borreguito - Preparando el hilo - Hilando la lana - Peinando la lana - Tiñendo la lana Telar de cintura II - aprendiendo a tejer - De dónde viene el telar - Montando el telar - Aprendiendo en la escuela - El significado del huipil - Matemáticas de 10 |
| Cultivos           | Agua para la siembra - Agua para la siembra - Las chinampas del valle - La siembra de temporal, esperando que llueva - La siembra de riego, canales que llevan agua - Las acequias del desierto El maíz de la semilla a la tortilla - De la semilla a la tortilla - Sembrando - Deshierbando - Espigando - Cosechando - Desgranando - Guardando - Haciendo masa para tortillas |
| Vivienda           | Vivienda - Nos protegemos de la lluvia y el sol - Tejamanil tepehuano - Tejamanil purépecha - Teja plana - Techo de pencas - Techo de palma - La teja - Canales de madera |
| Cuentos y leyendas | Cuentos y leyendas - Cuentos y leyendas - Otra de héroes, la leyenda del Jalkutat - Leyendas para cuidar la naturaleza, la historia de mi abuelo - Leyendas del origen de una comunidad, leyenda de mi cerro - Leyendas de los orígenes de los pueblos, leyenda de dos hermanos - Leyendas de héroes, cuento "El Rey Condoy" - Historia de tradiciones, cuento "Los niños y los duendes" - Historias de animales - Leyendas de susto                                                                                            |

## Ligas externas
Sitio especializado de Ventana a mi comunidad https://ventanaamicomunidad.org/
- Datos: Q76823397